# Bill Irwin (labdarúgó)
William Irwin (Newtownards, Észak-Írország, 1951. július 23. –) északír labdarúgókapus, 2007-től az USA U23-as női válogatottjának edzője.

## Pályafutása

### Játékosként
Kezdetben az ír Bangor FC-ben játszott. Edzője, Charlie Tully a Celtic FC-be juttatta volna, de végül a Cardiff City FC játékosa lett. 1972-ben elismerték a Leeds United elleni mérkőzésen nyújtott védéséért. 1978-ban távozott, és az NASL-beli Washington Diplomats játékosa lett.
Később több MILS-beli csapat tagjaként fedett pályás mérkőzéseken játszott. 1984-től 1985 januárjáig a Crusaders FC játékosa volt.

### Edzőként
Visszavonulását követően a Portlandi Egyetemen egykori csapattársa, Clive Charles helyettese, majd Charles 2003-as halálával a férfi csapat vezetőedzője lett.
2007-től az USA U23-as női válogatottjának edzője; a csapat 2007-ben megnyerte az Északi kupát.

## Családja
Feleségével, Lizzel és két fiával, Bryannel és Nicholasszal Portlandben él.

## Díjai és elismerései

### Játékosként
Bangor
- Északír városi kupa (1970–71)
- Antrim megye pajzsa (1969–70)

Cardiff City
- Walesi labdarúgókupa
  - Győztes: 1972–73, 1973–74, 1975–76
  - Jelölt: 1971–72, 1974–75
- 3-as divízió második hely (1975–76)

### Edzőként
- USA U23: 2007-es Északi kupa győztese

## Fordítás
- Ez a szócikk részben vagy egészben  a   Bill Irwin (footballer) című angol Wikipédia-szócikk ezen változatának fordításán alapul.  Az eredeti cikk szerkesztőit annak laptörténete sorolja fel. Ez a jelzés csupán a megfogalmazás eredetét és a szerzői jogokat jelzi, nem szolgál a cikkben szereplő információk forrásmegjelöléseként.